# Elricia Francis
Elricia Francis (sinh ngày 11 tháng 10 năm 1975), cô là một vận động viên Saint Kitts và Nevis.
Cô là thành viên của đội đầu tiên đại diện cho Saint Kitts và Nevis tại Thế vận hội Olympic khi cô thi đấu tại Thế vận hội Olympic mùa hè 1996 ở nội dung tiếp sức 4 x 100 mét, nhưng đội không hoàn thành nên không đủ điều kiện cho vòng tiếp theo.